# Jens Christian Chemnitz
Jens Christian Chemnitz (* 31. März 1935 in Qeqertarsuatsiaat; † 17. September 2005 in Dänemark) war ein grönländischer Geistlicher.

## Leben
Jens Christian Chemnitz war der Sohn des Pastors Jens Lars Andreas Chemnitz (1891–1966) und der Krankenschwester Ingrid Elisabeth Nielsen († 1935). Sein Großvater war der Pastor Jens Chemnitz (1853–1929). Sein Onkel war demnach Jørgen Chemnitz (1890–1956). Er heiratete am 28. Juni 1986 die dänische Pastorin Bente Rholand Bove-Nielen (1951–2006).
Er wuchs zuerst in Qeqertarsuatsiaat, Alluitsup Paa und Sisimiut auf. 1945 kam er nach Dänemark. Er schloss 1953 die Sorø Akademi und besuchte anschließend die Universität Kopenhagen, die er 1961 als cand. theol. verließ. Anschließend wurde er als Hilfspastor in Kongens Lyngby eingesetzt und zog im Folgejahr zurück nach Grönland, wo er 1962 zum Pastor von Sisimiut ernannt wurde, was er bis 1968 blieb. Von 1969 bis 1971 war er Pastor von Ittoqqortoormiit. Danach kehrte er zurück nach Dänemark und wurde Pastor in Hårlev-Varpelev. 1973 wurde er zum Landespropst von Grönland ernannt. 1980 wurde das Amt durch das des Vizebischofs ersetzt und Jens Christian Chemnitz wurde grönländischer Vizebischof. 1984 wurde er von Kristian Mørch abgelöst und er wurde grönländischer Pastor in Dänemark. 1995 setzte er sich zur Ruhe.
Jens Christian Chemnitz war Verwaltungsmitglied der Knud Rasmussenip Højskolia von 1962 bis 1969, davon ab 1963 als Vizevorsitzender, und erneut von 1974 bis 1979. Von 1975 bis 1981 war er Verwaltungsmitglied der Atuagagdliutit, davon ab 1979 als Vizevorsitzender, und von 1979 bis 1980 von Grønlands Landsmuseum, während er auch Mitglied des Museumsrats war. Von 1973 bis 1984 war er Verwaltungsmitglied des Kinderheims Gertrud Rask Minde in Sisimiut und  von 1985 bis 1986 in der Forening Grønlandske Børn. 1972 war er Mitglied des Ausschusses für Den Grønlandske Kirkesag, von 1973 bis 1979 Mitglied der Schuldirektion, von 1980 bis 1982 Vorsitzender des Pastorenausbildungsausschusses und von 1982 bis 1983 des Katecheten- und Organistenausbildungsausschusses. Von 1984 bis 1990 war er Mitglied des Ausschusses zur Neuübersetzung des Alten Testaments ins Grönländische und anschließend von 1990 bis 2000 für das Neue Testament. Diese Arbeitsgruppe leitete er ab 1994.
Am 12. März 2001 erhielt Jens Christian Chemnitz den Nersornaat in Gold. Er starb am 17. September 2005 in Dänemark nach kurzer Krankheit im Alter von 70 Jahren.